# Astatotilapia swynnertoni
Astatotilapia swynnertoni är en fiskart som först beskrevs av Boulenger, 1907.  Astatotilapia swynnertoni ingår i släktet Astatotilapia och familjen Cichlidae. Inga underarter finns listade.